# Commando Jaubert
Pour les articles homonymes, voir Jaubert.
Le commando Jaubert est un des sept commandos marine de la Marine nationale française.
Il est l'héritier direct de la compagnie commandée par Jean Merlet compagnie de reconnaissance constituée de marins volontaires en décembre 1944 pour combattre les Japonais. La compagnie Merlet participe à la campagne d'Italie avant de rejoindre Arcachon pour partir combattre en Indochine dans la Brigade Marine d’Extrême Orient à compter d'octobre 1945. Elle prend le nom de Compagnie Jaubert en mémoire du capitaine de frégate François Jaubert (officier Fusilier Marin blessé mortellement le 25 janvier 1946 devant Tan Huyen, en Indochine française) puis elle deviendra le 1er janvier 1948 la première unité commando de la Marine nationale sous le nom de commando Jaubert. Il est considéré comme la matrice des commandos Marine.
Le commando Jaubert est un corps militaire. Son chef de corps est un officier supérieur. Il est sous le commandement organique de l'amiral commandant la FORFUSCO. Il fait partie des unités employées par le Commandement des opérations spéciales depuis 1992.
Basé à Lorient, le commando est spécialisé dans l'action spéciale offensive en milieu terrestre ou maritime, le contre terrorisme et la libération d'otages.
Il comprend notamment un groupe CTLO (contre-terrorisme et libération d’otages), comme le commando Trepel et le commando Hubert.
Titulaire de huit citations, dont trois par filiation, son fanion porte la croix de guerre 1939-1945 avec une étoile de bronze, la croix de guerre des Théâtres d'opérations extérieurs avec six palmes et la croix de la valeur militaire avec une palme. Il porte également les fourragères à la couleur du ruban de la Légion d'honneur, aux couleurs du ruban de la Médaille militaire et aux couleurs du ruban de la croix de guerre des Théâtres d'opérations extérieurs. C'est l'unité élémentaire (équivalent compagnie) la plus décorée de France.
Les six autres commandos Marine sont héritiers de ses traditions. Ils ont le droit au port de la fourragère à la couleur du ruban de la Légion d’honneur avec une olive aux couleurs du ruban de la médaille militaire-croix de guerre 1939-1945 et une olive aux couleurs du ruban de la croix de guerre TOE.

## Missions
Action spéciale offensive à terre et en mer, contre-terrorisme.
- Dès son origine (unité de contre-guérilla en Indochine) le domaine capacitaire du commando Jaubert alliait le combat terrestre à l'environnement maritime et fluvial, et même à la troisième dimension puisque les marins de Jaubert ont fait leurs premiers sauts en Indochine en 1953.
- Les opérations conduites par le commando en Algérie jusqu’à l’indépendance renforcent cette culture de la guerre irrégulière, la maîtrise du combat terrestre (y compris en zone désertique et montagneuse) ainsi que celle du combat aéromobile né de la coopération entre les commandos Marine et les hélicoptères de l’aéronavale des flottilles 32 et 33F. Ce groupement 'Marine" interarmes aurait favorisé l’émergence de ce nouveau concept (les hélicoptères étant précédemment utilisés principalement pour des fonctions logistiques) qui démontra son efficacité et fut adopté par les autres armées françaises et étrangères.

Le commando Jaubert a entretenu au fil des ans cette triple culture (mer-terre-air) et présente aujourd’hui la capacité à agir comme unité d'action offensive lors d' "Opérations Spéciales" à terre, en mer ou de la mer vers la terre, éventuellement depuis les airs.
- Opérations offensives à terre
  - Pour cela, il est organisé en cellules de combat (groupes d'action spéciale) qui comprennent l'ensemble des qualifications lui permettant d’opérer en autonomie : opérateurs commandos rompus aux techniques et aux tactiques de guerre spéciale, utilisation de tous types d'armes, spécialistes en démolition, en renseignement, en franchissement, médecins et infirmiers, tireurs de précision, conducteurs de 4x4 légers et lourds, rope master[Quoi ?], moniteurs parachutistes, plongeurs.

Comme tous les commandos, Jaubert est déployé régulièrement à Djibouti pour maintenir son savoir-faire en combat désertique et pour tenir l'alerte des commandos marine en océan Indien.
- Opérations maritimes
  - Dans le domaine maritime, il domine tout particulièrement les techniques d'assaut à la mer de bâtiments en route libre, par assaut nautique ou héliporté pour les missions de police en mer (contre-piraterie, contre-terrorisme, opérations de lutte contre le narcotrafic, pêche illégale, protection de chargements ou de bateaux sensibles) où la maîtrise de la force est nécessaire.
- Contre-terrorisme
  - Le commando Jaubert est également engagé dans un plan national de contre-terrorisme. Cette particularité oriente la sélection et l’entraînement de son personnel. Son groupe de Contre-terrorisme et de Libération d'Otages (CTLO) (anciennement Groupe de Combat en Milieu Clos, ou GCMC), occupe à ce titre le rôle de premier échelon, renforcé par les autres groupes de combat du commando.

Le commando Jaubert participe également aux opérations de formation des unités de forces spéciales étrangères dans les domaines de l'action terrestre, maritime, aéroporté et aéromobile. Il entretient également des relations étroites avec plusieurs unités de forces spéciales partenaires, dans chaque continent.

## Actions notoires

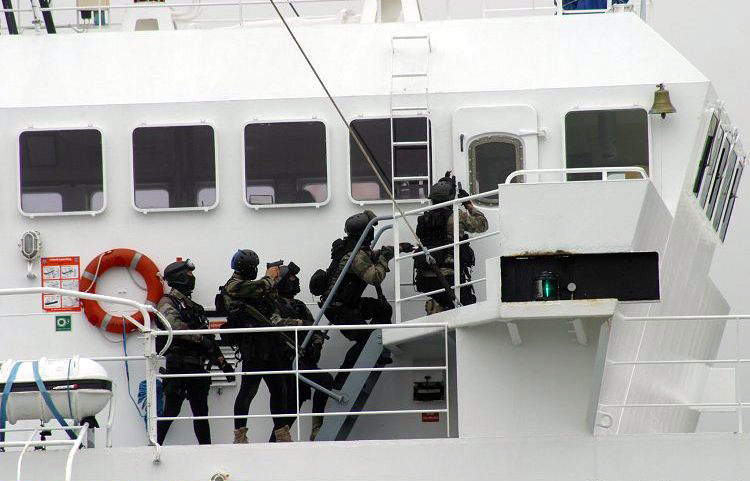
Démonstration d'assaut-mer sur le navire de soutien Alcyon, par des hommes du commando, pendant la manifestation nautique « Brest 2004 ».

Depuis 1962, le commando Jaubert continue à participer à de nombreuses opérations. On citera parmi les plus connues ces dernières années : 
- Oryx en Somalie (1993) ;
- Opération Artimon et Iskoutir à Djibouti et en mer Rouge ;
- Opération Balbuzard et Sharp Guard en Adriatique ;
- Opération Germon dans le golfe de Gascogne ;
- Opération Azalée aux Comores (1995) ;
- Opération Alba en Albanie pour récupérer des ressortissants occidentaux et effectuer des reconnaissance de plages avec le commando Hubert (1997).

Des sources ouvertes mentionnent que le commando Jaubert faisait partie des forces spéciales qui sont intervenues lors de la libération du voilier le Ponant en 2008 (Opération Thalatine).
Le commando Jaubert fut également déployé en Afghanistan à multiples reprises. Un de ses officiers mariniers (sous-officier) a été tué, le 14 juillet 2011, au cours d'une opération dans la vallée d'Alassaï (province de Kapisa).